# Valentina Ponomariova
Valentina Ponomariova (rus: Валентина Леонидовна Пономарёва)  (Moscou, 18 de setembre de 1933 - Moscou, 8 de novembre de 2023), nom complet amb patronímic Valentina Leonídovna Ponomariova, rus: Валенти́на Леони́довна Пономарёва, cognom de soltera Kovalévskaia, rus: Ковале́вская, va ser una aviadora, enginyera, científica i cosmonauta de proves soviètica. El 1962-1969 va formar part del cos de cosmonautes. Tenia el grau de coronel-enginyera, el títol de candidata en ciències tècniques i va ser membre de l'Acadèmia Russa de Cosmonàutica Tsiolkovski.

## Biografia
Va néixer a Moscou el 1933. El seu pare, Leonid Ivànovitx Kovalevski, va treballar com a enginyer de les sondes Soiuz. La seva mare, Raïssa Ivànovna Vinxiakova, va treballar com a dissenyadora a l'Institut Central de Motors d'Aviació.
Es va graduar a l'escola secundària femenina núm. 156 de Moscou amb una medalla d'or el 1951. Mentre estudiava el desè grau, es va inscriure en un club de paracaigudisme. Després d'haver ingressat a l'Institut d'Enginyeria Física de Moscou, el mateix any es va traslladar a l'Institut d'Aviació de Moscou, on es va graduar el 1957 amb una llicenciatura en enginyeria mecànica. Després de graduar-se a l'institut, va ser assignada a l'OKB-1, però per motius familiars va ser reassignada al Departament de Matemàtica Aplicada de l'Acadèmia de Ciències de l'URSS com a ajudant de laboratori, i després com a enginyera. El novembre de 1963 va ingressar a la Facultat d'Enginyeria de l'Escola de Postgrau de l'Acadèmia d'Enginyeria de la Força Aèria Jukovski.
El 1951, va aprendre a pilotar amb un avió Po-2. Després, des de 1952, va entrenar amb un avió Iak-18. Posteriorment, va adquirir habilitats de vol en un avió de combat MiG-15. El 1956 va participar en una exhibició aèria a Túixino.
L'abril de 1962 va ser seleccionada com a aprenent de cosmonauta i va completar la formació bàsica d'abril a novembre de 1962. Després de completar la seva formació, va ser nomenada subtinent. Era l'única dona aviadora entre les candidates soviètiques al vol espacial (la resta eren paracaigudistes) i va obtenir els millors resultats d'entrenament de les cinc candidates. No obstant això, es va decidir que Valentina Tereixkova, amb la Vostok 6, fos la primera dona a efectuar un vol espacial.
| « | Kàrpov em va dir que per al primer vol femení es necessitava una persona de "contacte" que pogués comunicar-se amb un públic nombrós, ja que després del vol hauria de viatjar molt per tot el món fent xerrades", diu Irina Soloviova. I jo, per naturalesa, sóc una mica tancada. Valentina Tereixkova va ser triada per analogia amb Iuri Gagarin. A l'equip masculí hi havia un candidat de vol amb més experiència: Vladímir Komarov, enginyer i pilot de proves. Però les qualitats personals de Gagarin, el seu encant, la sociabilitat, el seu caràcter obert, la capacitat de trobar un llenguatge comú amb qualsevol públic, van tenir un paper important. | » |

Valentina Ponomariova era, al costat de Janna Iórkina, candidata per al segon vol espacial femení. Al març de 1963, però, es va decidir que només havien de tenir lloc dos vols Vostok, és a dir, un vol per a un home i un per a una dona.
Des de maig de 1965 fins a maig de 1966 es va formar com a copilot per a un vol de 10-15 dies a l'estiu de 1966 amb la sonda Voskhod-4, en el que hauria de ser el primer passeig espacial d'una dona. Inicialment, Pàvel Popóvitx va ser nomenat comandant del vol, i després es va començar a planejar el vol amb una tripulació exclusivament femenina dirigida per Irina Soloviova. El vol no va arribar a tenir lloc a causa de la cancel·lació del programa Voskhod, després de la mort de Serguei Koroliov el 1966.
Ponomariova es va retirar del cos de cosmonautes el 1969, quan va quedar clar que no hi havia plans per a un vol femení de la Soiuz.
Posteriorment, Ponomariova va treballar en mecànica orbital al Centre de Formació de Cosmonautes Iuri Gagarin. Després d'això, va ser investigadora a l' Institut d'Història de les Ciències Naturals i la Tecnologia de l'Acadèmia de Ciències de l'URSS (actual Acadèmia de Ciències de Rússia) i com a investigadora sènior a la Comissió per al Desenvolupament del Patrimoni Científic i el Desenvolupament de les Idees Tsiolkovski. Va obtenir el títol de Candidata en Ciències Tècniques el 1974.
Va participar en una expedició d'esquí a la Terra de Francesc Josep formant part de l'equip femení Metelitsa.
A més, des del 2006 és la cap del grup d'història de la cosmonàutica de l'Institut d'Història de les Ciències Naturals i la Tecnologia de l'Acadèmia de Ciències de Rússia. És també autora de llibres i publicacions.
Es va casar amb el també cosmonauta Iuri Ponomariov el 1972. La parella va tenir dos fills, abans de divorciar-se el 1992. Igual que Valentina, Iuri no va arribar a volar a l'espai, tot i que va servir com a tripulació de seguretat de la Soiuz 18.